# حمزة عبده
حمزة عبده (1 يناير 1991 - ) سباح من فلسطين.

## عن حياته
مثل دولة فلسطين في الألعاب الأولمبية الصيفية المنعقدة في بكين عام 2008. خلال الفترة التي سبقت الألعاب، كان قد أبلغ هيئة الإذاعة الأسترالية عن الصعوبات التي واجهها خلال التدريب على الألعاب الأولمبية، حيث لم يكن هناك سوى 18 مترًا تحت تصرفه بدلًا من المسافة القياسية الأولمبية بطول 50 مترًا. مدرب حمزة، لاحظ الدعم المقدم للاتحاد الإسرائيلي للسباحة، وأعرب عن أسفه لقيود السفر التي تفرضها سلطات الاحتلال الإسرائيلي على حركة المواطنين الفلسطينيين، بالإضافة إلى نقص التمويل الفلسطيني والذي أعاق تدريبه. وصفته صحيفة الغارديان البريطانية مع اللاعبة إليس لابنمال بأنهم المستضعفين في الألعاب.
حق عبده الرقم القياسي الفلسطيني في سباق 100 متر سباحة حرة و 100 متر فراشة. وكان أفضل توقيت له في سباق 100 متر حرة هو 56 ثانية. قال إن ابن عمه رعد عويسات الذي يسكن القدس الذي مثل فلسطين في الألعاب الأولمبية الصيفية 2004 في أثينا، كان مصدر إلهام له.

## روابط خارجية
- حمزة عبده على موقع اللجنة الأولمبية الدولية (الإنجليزية)
- حمزة عبده على موقع أوليمبيديا (الإنجليزية)